# Голодные простаки (телеспектакль)
Голодные простаки (азерб. Ac həriflər) — телеспектакль в постановке азербайджанского режиссёра Рамиза Гасаноглу от 1993 года по одноимённой пьесе Абдуррагим-бека Ахвердова, написанной в 1911 году. Телеспектакль занимает ведущее место в творчестве Рамиза Гасаноглу и был удостоен премии «Хумай».

## Сюжет
Главным героем комедии является доверчивый и простой владелец шашлычной Дядя Гасан (Яшар Нури). К нему приходят люди различного сословия (актёры (Джахангир Новрузов и Гусейнага Атакишиев), рабочие, аферисты под видом иностранных туристов и даже театральный критик и известный газетчик Мирза Махмуд (Тофик Тагизаде)) и, наевшись у Гасана, решают не платить и с помощью всяческих уловок «сбегают», как в конце произносит и сам Дядя Гасан, из шашлычной.

## История создания
Произведение Ахвердова «Голодные простаки» привлекло внимание Рамиза Гасаноглу ещё в то время, когда тот учился в школе и играл в этом спектакле в драматическом кружке. Позднее, в начале 90-х, Гасаноглу стал преподавать режиссуру в Университете искусств. А кафедра режиссуры должна была раз в год сдавать работу. В связи с этим Гасаноглу предложил остальным режиссёрам поставить пьесу «Голодные простаки» и самим сыграть в нём. Таким образом, в 1991 году под режиссёрством Тофика Тагизаде состоялся радиоспектакль «Голодные простаки», а через два года Рамиз Гасаноглу на творческой студии «Сабах» готовит телеспектакль «Голодные простаки». Этим спектаклем закладывается основа творческой студии «Сабах».
Все роли в спектакле были разделены между отдельными режиссёрами. Лишь Яшар Нури был актёром. По словам, Рамиза Гасаноглу, он пригласил Нури, как молодого режиссёра, подготовившего в те годы в Театре музыкальной комедии спектакль. Как признаётся Гасаноглу, больше всего ему пришлось «повозиться» именно с Нури, у которого как в основном актёра были свои капризы. В ходе подготовки определёнными советами помогал и более опытный Тофик Тагизаде. И хотя у Тагизаде были в то время уже проблемы с памятью и он иногда забывал текст, с помощью монтажа дублей всё получилось. Определённые трудности возникли в сцене, где Джахангир Новрузов в образе дервиша с искусственной бородой и усами должен был есть курицу.

## В ролях
| Актёр               | Роль                                                           |
| ------------------- | -------------------------------------------------------------- |
| Яшар Нури           | Дядя Гасан / сапожник / горожанин / читающий газету посетитель |
| Джахангир Новрузов  | актёр Абульфат Вели / дервиш / женщина в чадре / городовой     |
| Тофик Тагизаде      | Мирза Махмуд театральный критик                                |
| Гусейнага Атакишиев | актёр Гусейн Араблинский / русский мужчина                     |
| Назим Аббасов       | Ибрагим-бек                                                    |
| Бахрам Османов      | Зарбали помощник Гасана                                        |
| Керим Керимов       | Сулейман                                                       |
| Мамедкамал Кязимов  | Салман                                                         |
| Ариф Мадатов        | турок / Гаджи Салман                                           |
| Адалят Зиядханов    | мирза                                                          |
| Вагиф Асадов        | Ахмед / «слепой» посетитель                                    |
| Юсиф Акперов        | Рза                                                            |
| Анаханым Абдуллаева | «иностранка»                                                   |
| Шамиль Наджафзаде   | говорящий по-английски азербайджанец                           |
| Ариф Гасымов        | исполнитель мейханы                                            |
| Рамиз Гасаноглу     | сумасшедший                                                    |

## Съёмочная группа
- Сценарий: Рамиз Гасаноглу, Шариф Гурбаналиев
- Режиссёр-постановщик: Рамиз Гасаноглу
- Режиссёр: Шариф Гурбаналиев
- Оператор-постановщик: Эльдар Мамедов
- Художник-постановщик: Рафаель Асадов
- Композитор: Джаваншир Кулиев
- Стихи: Рамиз Ровшан